# ダッジ・キャラバン
キャラバン（Caravan ）は、クライスラーの一部門であるダッジが1983年から2020年まで製造・販売していたミニバン型の乗用車である。
本項ではロングホイールベースモデルのグランドキャラバン（Grand Caravan ）についても記述する。

## 概要
リー・アイアコッカは、フォード・モーターに在籍していた1974年頃からミニバンの構想を持っていたが、当時の会長であったヘンリー・フォード2世に反対され頓挫していた。アイアコッカはクライスラーへ移籍した際、同じくフォード2世との対立の末にクライスラーへ移籍したハロルド・スパーリックとともに、この構想を「クライスラー・Sプラットフォーム」を使用したFFベースのモデル（開発コード：T115）として開発に着手した。完成したキャラバンはそのコンセプトがヒットし、当時経営難に陥っていたクライスラーを窮地から救う契機となった。
同時期の欧州では、元々欧州クライスラーが開発をはじめて紆余曲折の末マトラに権利が移行した「プロジェクトP-18」がルノー・エスパスとして発売されようとしていた。ただし、キャラバンはこのプロジェクトとは別に開発され、北米初のミニバンとしてデビューした（FF車ベースの量産ミニバンは日産・プレーリーが世界初）。販売面においても競合他社を大きく凌いだキャラバンは、北米においてはミニバンの代名詞とも言える存在となった。
1987年からはロングホイールベースモデルのグランドキャラバンが追加されており、2008年発売の5代目からはラインナップ整理により同モデルへと一本化され、ショートホイールベースモデルはクロスオーバーSUVのジャーニーがその役目を担うこととなった。
1990年にはクライスラーブランドの姉妹車として、タウン&カントリーが登場した。
プリムスでは「ボイジャー」としてラインナップされていたほか、欧州やアジア市場ではクライスラーブランドで発売され、日本では3代目からクライスラー・ボイジャー/グランドボイジャーとして導入されたが、2010年を最後に販売を終了した。

## 初代(1983年–1990年)
1983年、1984年モデルイヤーとしてデビュー。クライスラーのFF車プロジェクトである一連の「Kカー」に採用されていた「クライスラー・Sプラットフォーム」、およびそのコンポーネンツを流用して製作された。グレード構成はベースモデル、普及モデルのSE、上級モデルのLEが設定された。
FFレイアウトであることを生かした低床設計となっており、これによって従来販売されていたフルサイズのバンよりも小型でありながら、それらに劣らぬ室内空間を確保したこと、スライドドアによる昇降性の良さ、さらにはシートを組み替えることでレイアウトが変更できる自由さを備えていたことによって、取り回しの悪さからフルサイズバンを敬遠していたユーザーに対する訴求力となり、販売が成功した。
デビュー当初より1988年までは、同ブランドの代表車でもある「ダッジバン」にあやかったミニ・ラムバンと呼ばれるグレードも存在した。また貨物モデルや、三菱製の6G72型エンジンを搭載したモデルの設定もあった。
1987年、全長を延長し積載量を向上させたグランドキャラバンが追加された。
販売最終年となった1990年には、クライスラーブランドの姉妹車としてタウン&カントリーが登場した。

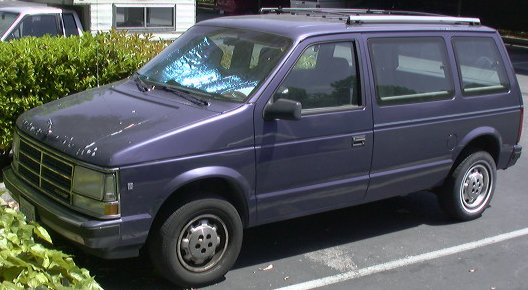
後期型
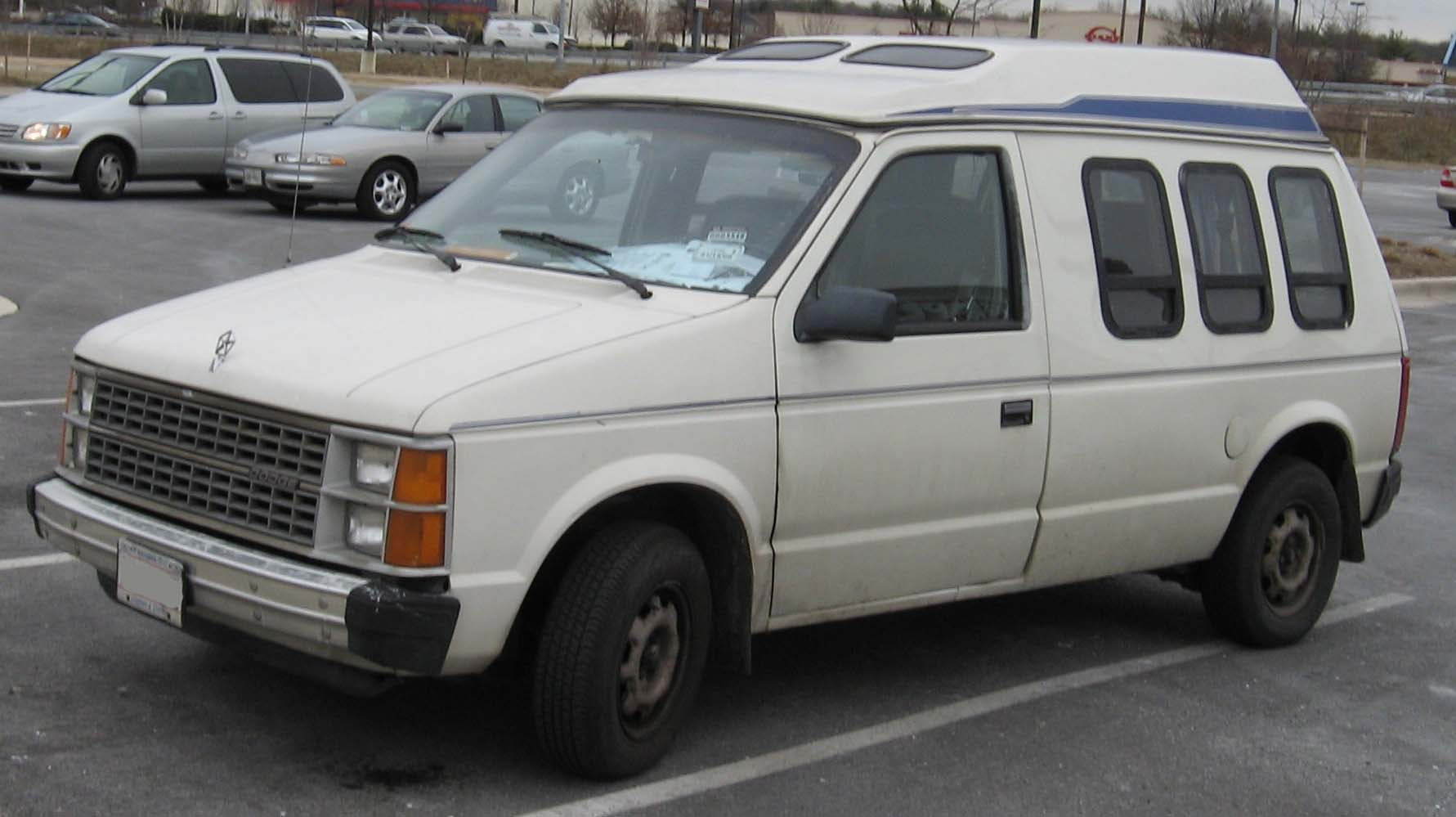
キャンパー
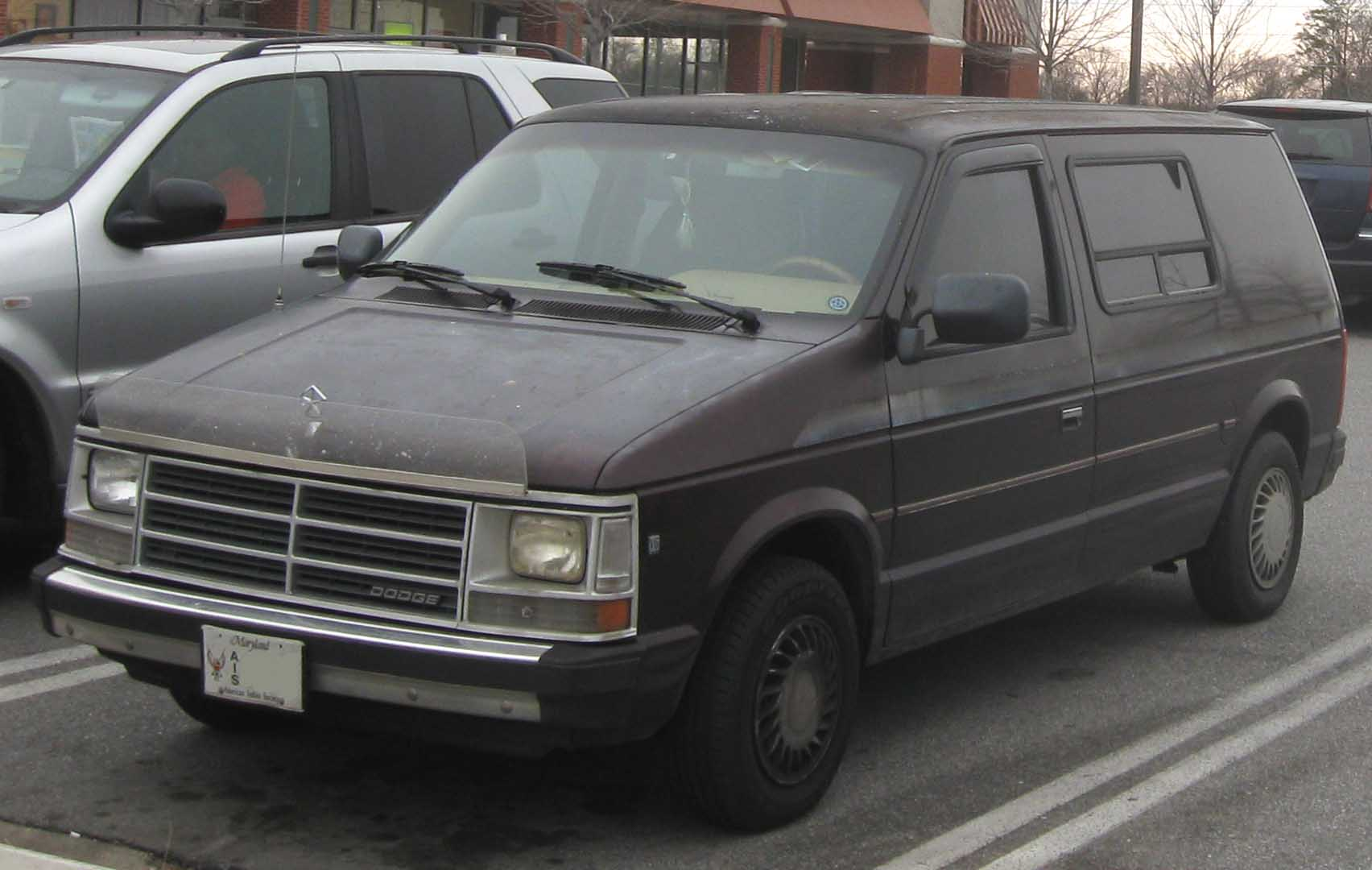
バン(CV)
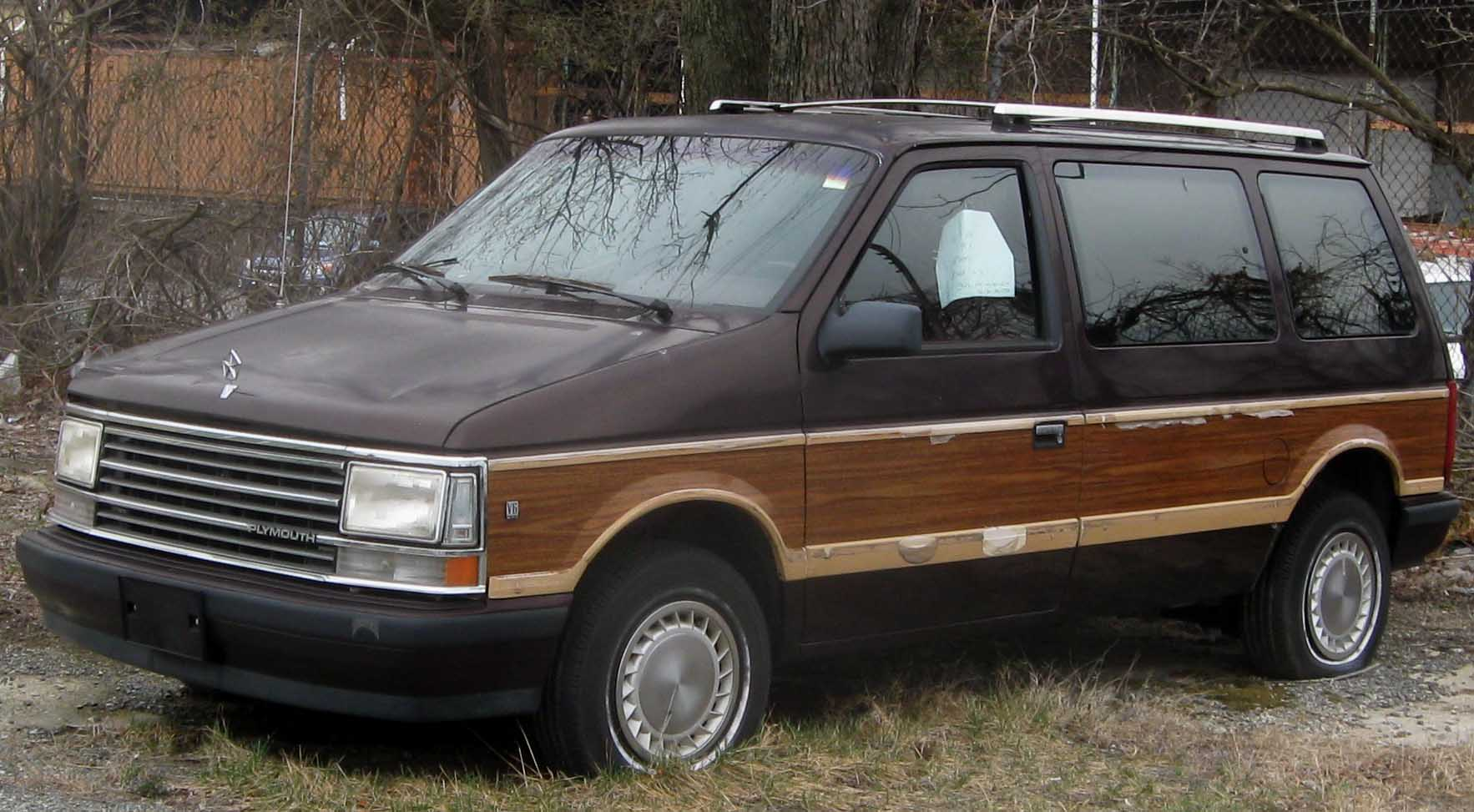
プリムス・ボイジャー

## 2代目(1990年–1995年)
1990年登場。シャーシはKプラットフォームベースの「ASプラットフォーム」を採用している。駆動方式は前輪駆動のほか四輪駆動も設定される。
動力性能などは先代からほとんど変わっていないが、先代のコンセプトを昇華することが主眼に置かれており、バケットシート、ABS、サイド/デュアルエアバッグが設定された。内装もファブリックシートや木目調内装の設定など、豪華指向のものがラインナップされ、快適装備が充実していた。

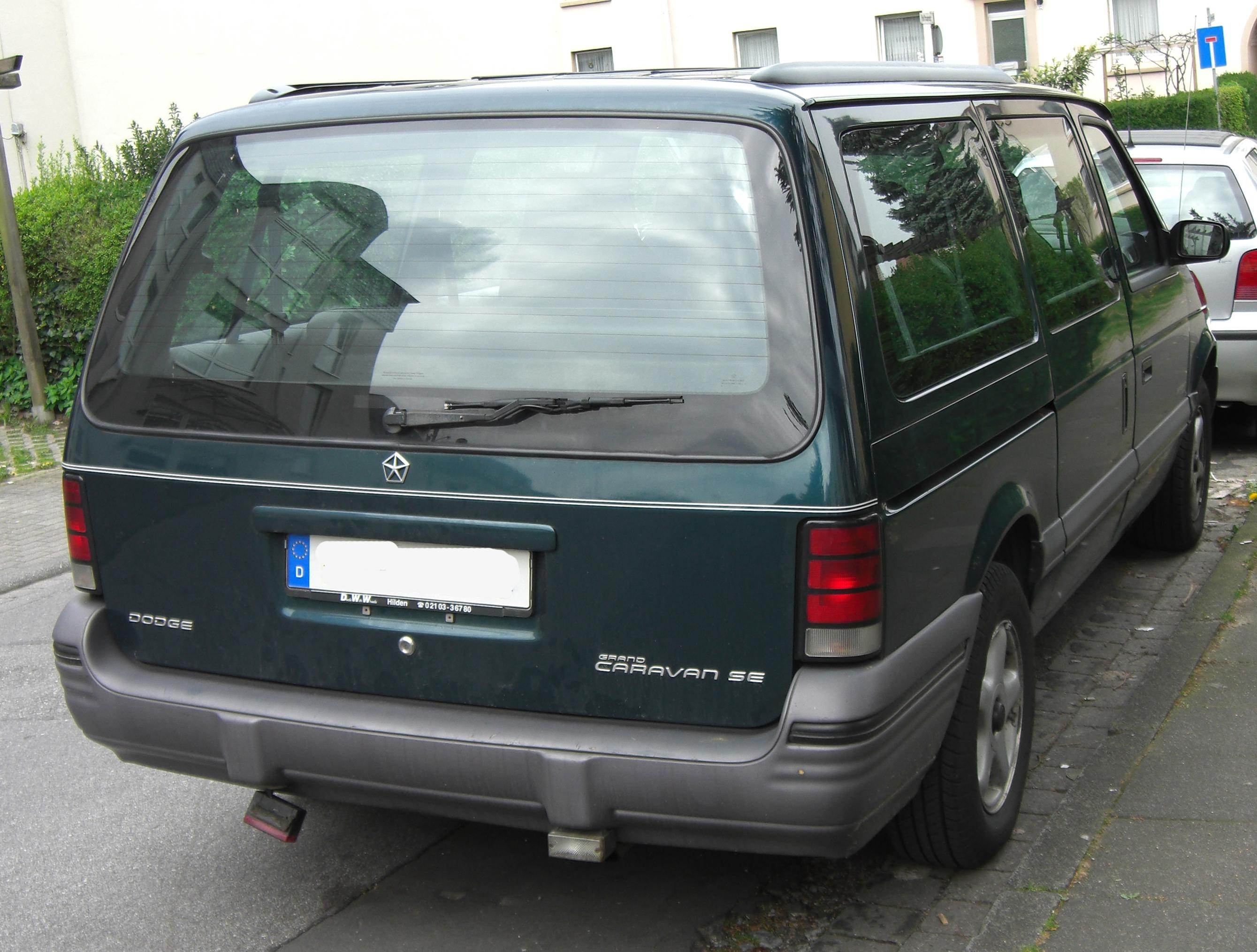
リア
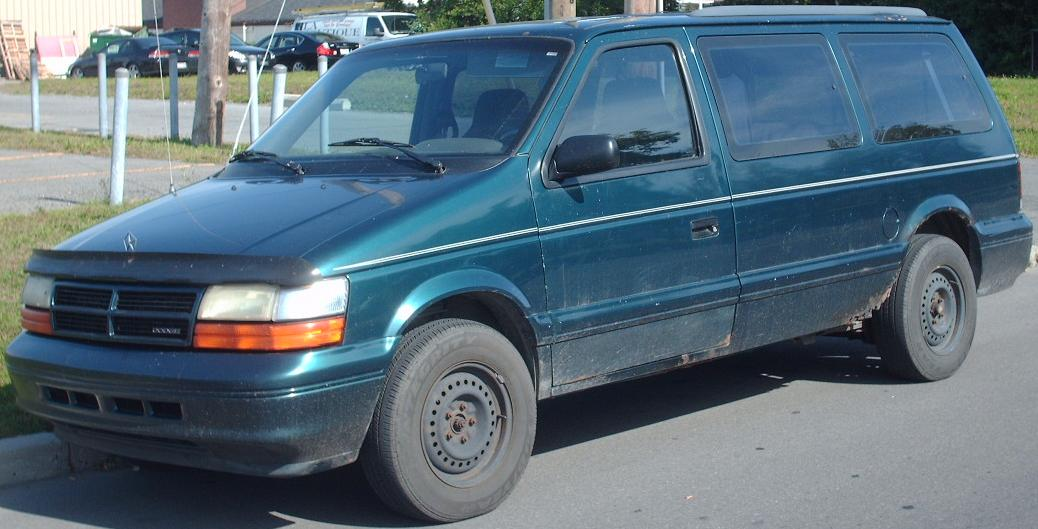
グランドキャラバン
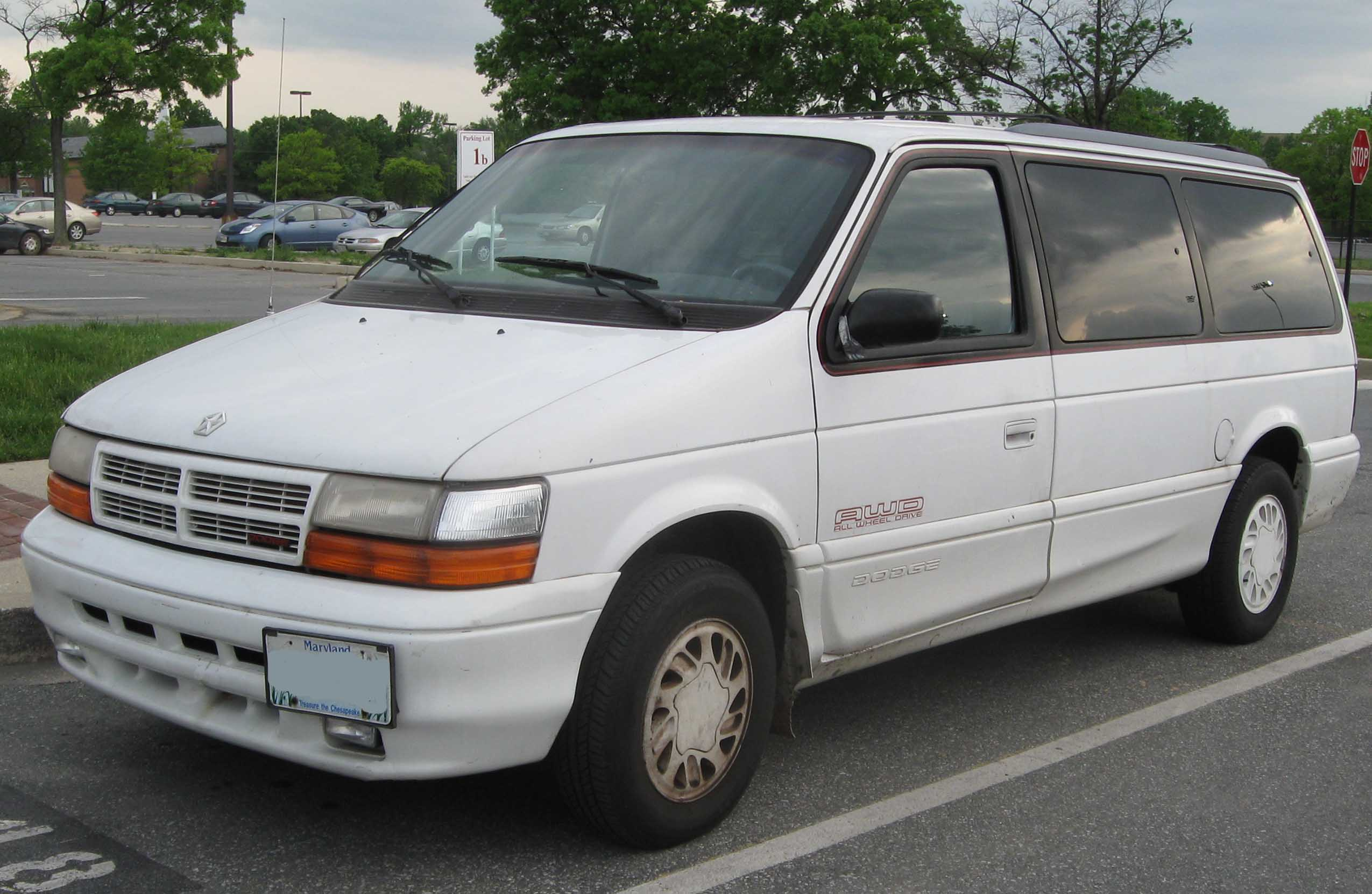
4WDモデル

## 3代目(1996年–2000年)
1996年登場。プラットフォームが一新され、需要の低かったMT車は廃止された。エンジンは先代から大きな変更はないものの、三菱製ユニットが一部の州で排出ガス基準に適合しなくなったため廃止された。内装はより実用性を高めたものが採用され、特に容易なシートレイアウトを可能とした「イージーローラーシート」の設定は画期的であった。
日本では1997年にクライスラーブランドとして導入され、ショートモデルはボイジャー、ロングモデルはグランドボイジャーとして販売された。これは「キャラバン」の名称が日産・キャラバンですでに用いられており、使用不可能だったことによる。ラインナップは3.3L V6+FFと3.8L V6+4WDの2種類で、トランスミッションはいずれも4ATのみの設定であった。

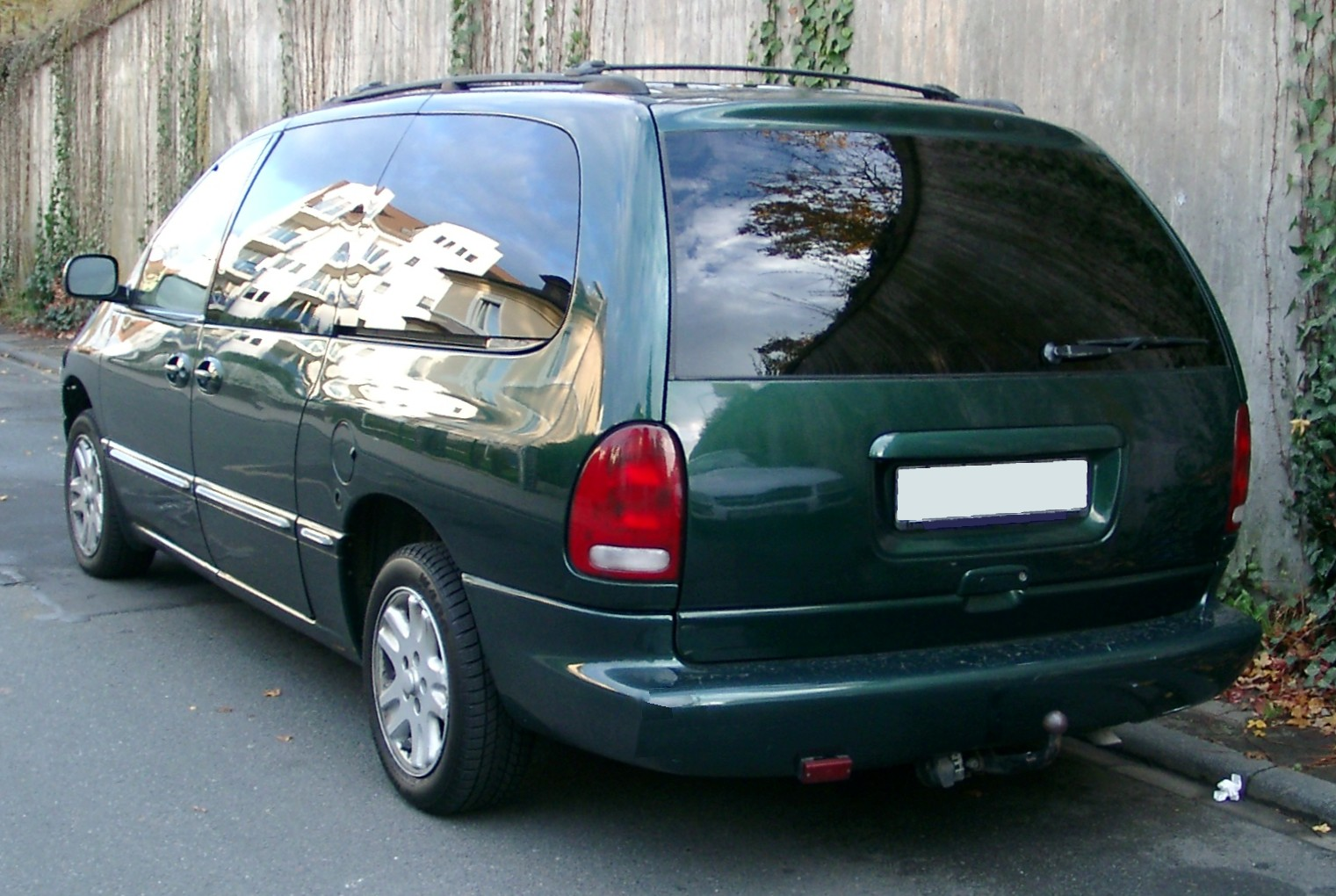
クライスラー・ボイジャー
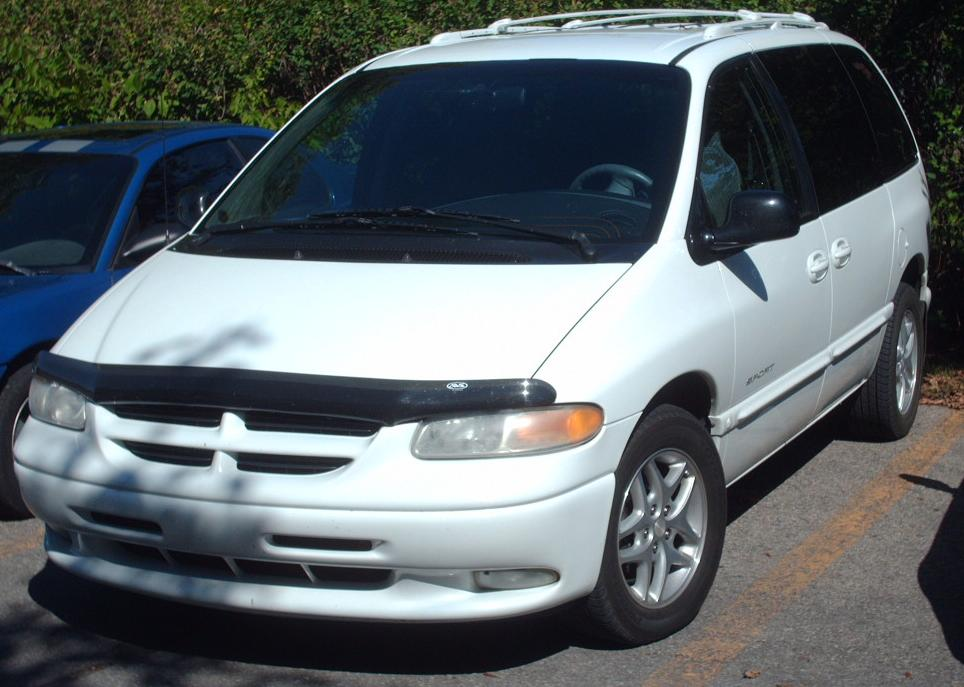
グランドキャラバン・スポーツ

## 4代目(2001年–2007年)
2000年登場。新車発表の際、ユニークな試みとしてナビスコの新製品「mini OREO」の発表と合同で行われた。
コンポーネントは先代から多くが流用されているが、デザインは一新され全体的に丸みを帯びたものとなった。また、プリムス・ボイジャーは2001年に消滅し、2002年のプリムスブランド消滅後は2003年まで、暫定的にSWBモデルのみクライスラーブランドとして販売されていた。
本モデルの特徴としてはパワースライドドア、パワーハッチバック、キーレスエントリー、DVDシステムが搭載されていることがあげられる。また、シートには先代で採用された「イージーローラーシート」の利用感を見直した「ストーンゴーシート」が採用され、2列目と3列目を床下に収納することで、さらに多彩なレイアウトアレンジを可能としている。
本モデル以降、日本仕様のデザインは姉妹車のタウン&カントリーと同一の仕様に変更となった。
なお、ダッジブランドの世界戦略化により、本モデルから中華人民共和国での販売が開始された。

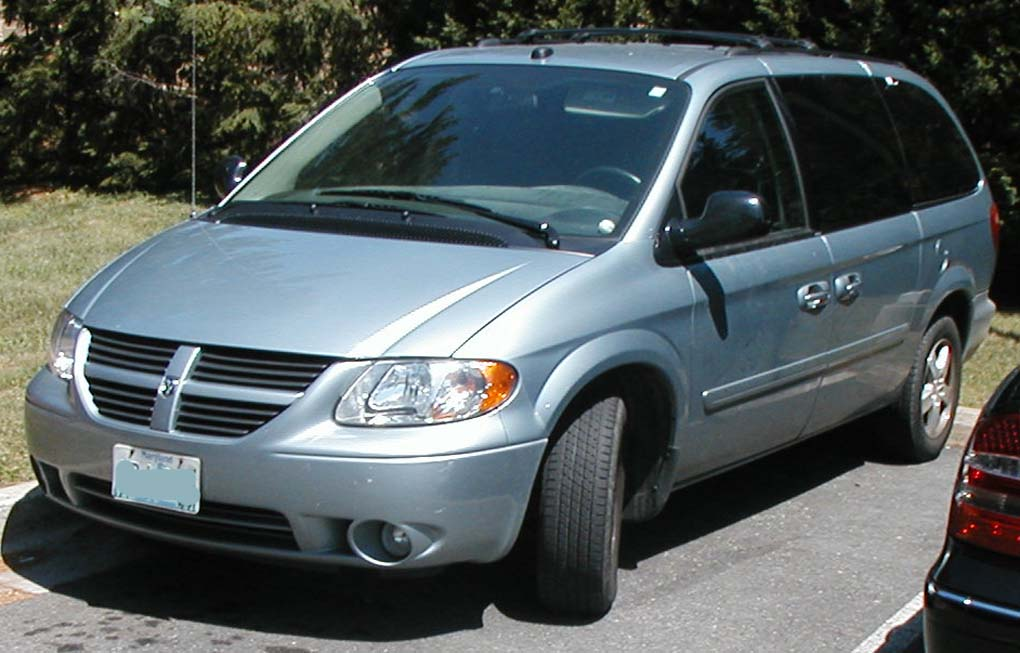
グランドキャラバン
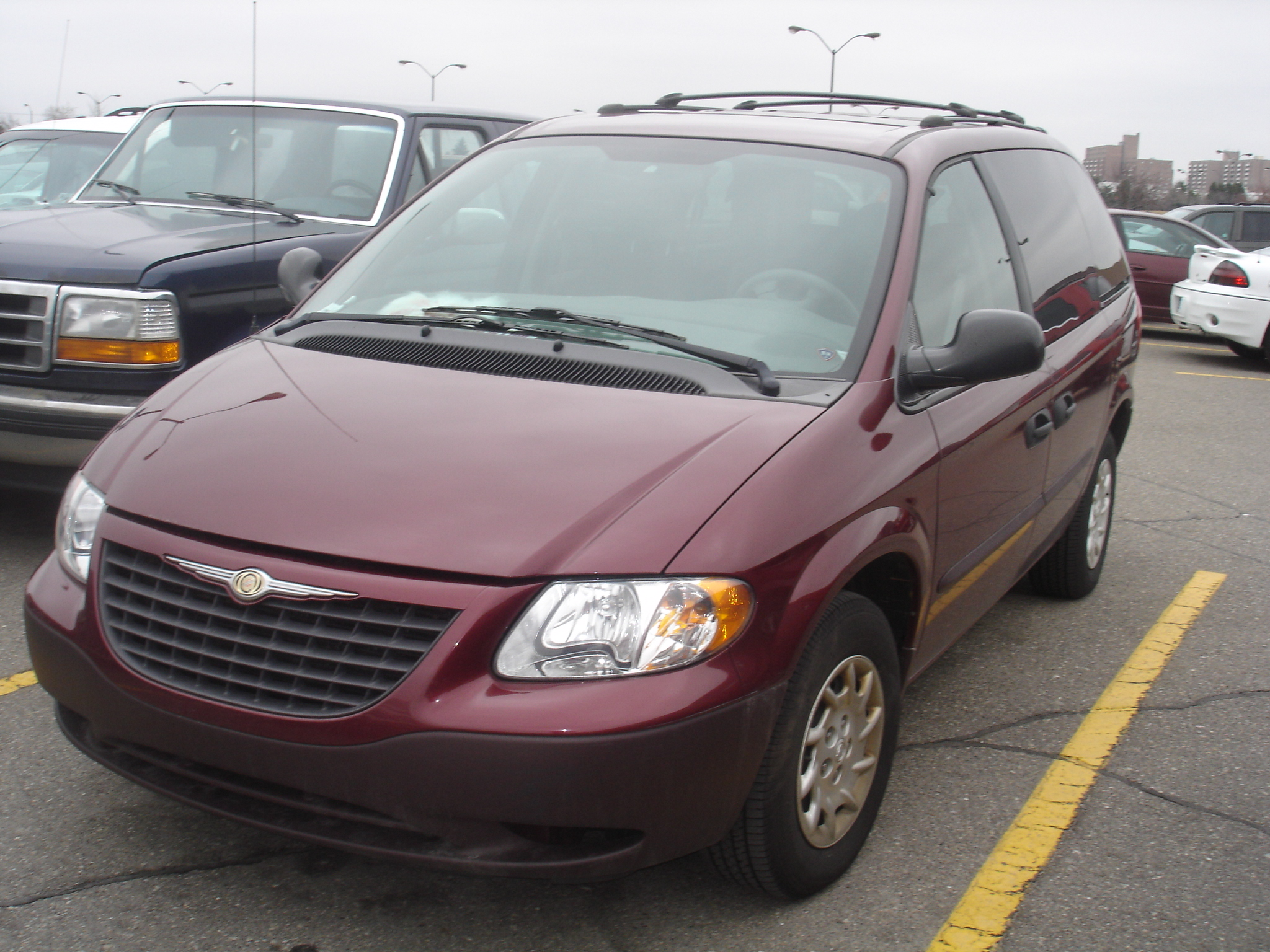
クライスラー・ボイジャー

## 5代目(2008年 –2020年 )
2008年登場。ショートモデルを廃止してロングモデルの「グランドキャラバン」に一本化され、ショートモデルはクロスオーバーSUVのジャーニー（日本名：JC）がその役目を担うこととなった。デザイナーは300をデザインしたラルフ・ジルで、他のダッジ車と共通したグリルデザインなどに特徴が出ている。
なお、同じクライスラー系列のブランド「RAM」からは暗窓の商用車仕様が「RAM C/V」として発売されている。
四輪駆動はラインナップされていないほか、本モデルより4.0L V6エンジンおよびインパネタイプの6ATが設定された。両側パワースライドドアやパワーテールゲートを引き続いて採用しているほか、天井には間接照明、収納部分が追加され、さらには「スイーベルンゴーシート」と呼ばれるシートレイアウト＋マルチAVシステム、パワーリフトスイッチなどが設定されている。また右ハンドル仕様では、レイアウトの関係でインパネシフトではなくフロアシフトを採用している。
先代では日本のみタウン&カントリーベースであったが、本モデルでは北米以外の全ての輸出仕様において、タウン&カントリーベースに統一された。
ヨーロッパではクライスラーとランチアのディーラー網が統合され、大陸側ではランチアブランドに一本化されたことに伴い、ランチアにリバッジされたボイジャーが2011年3月のジュネーヴモーターショーで発表された。従来のフェドラ（ユーロバン）の後継車種としての役割も担うこととなる。
2011年4月、クライスラージャパン公式サイトからグランドボイジャーに関する記述が削除され、日本での販売を終了した。
2012年からはクライスラーコリア（CXCモータース）を通じて韓国市場での発売を開始した。

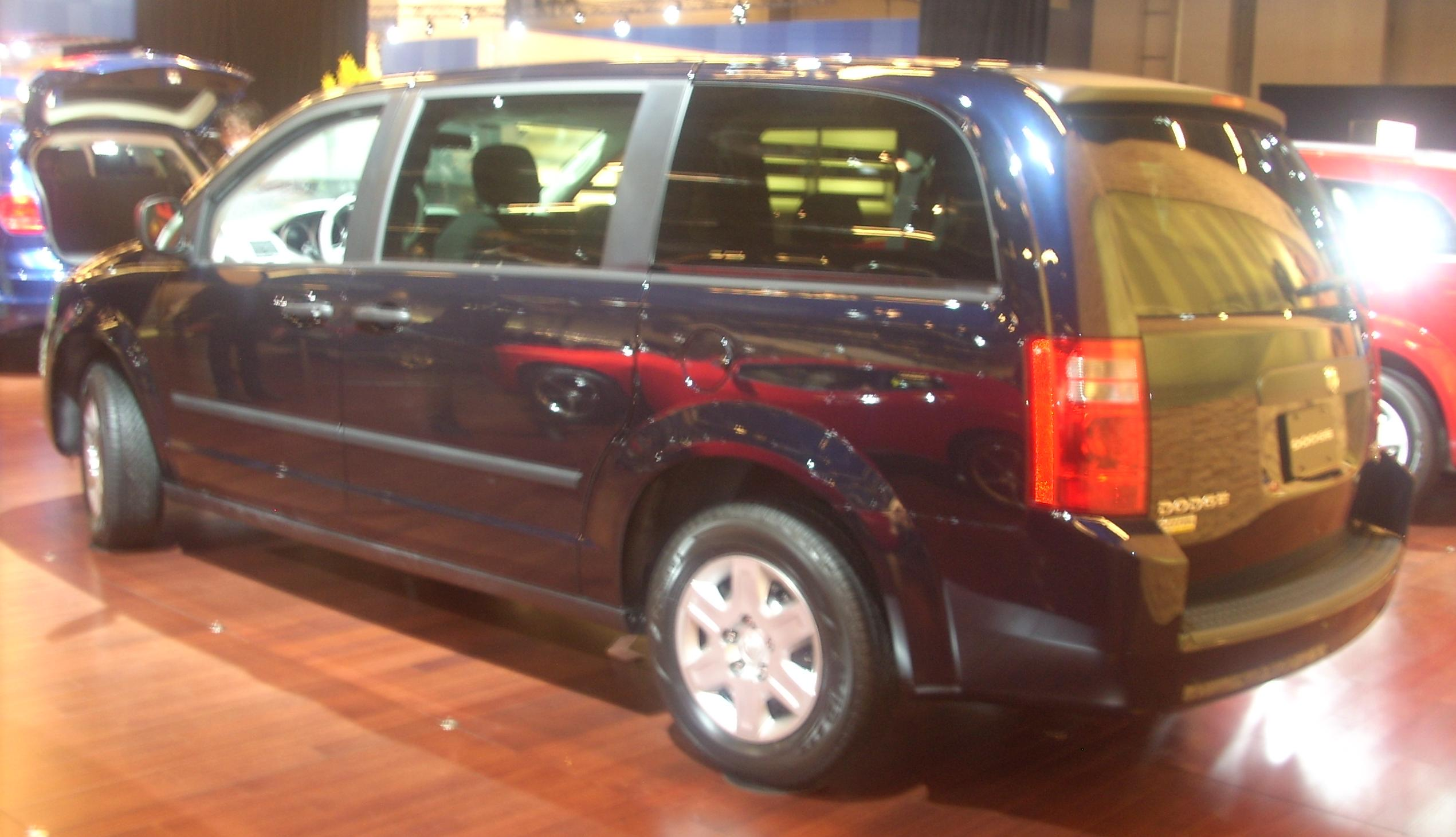
ダッジ・グランドキャラバン（リア）
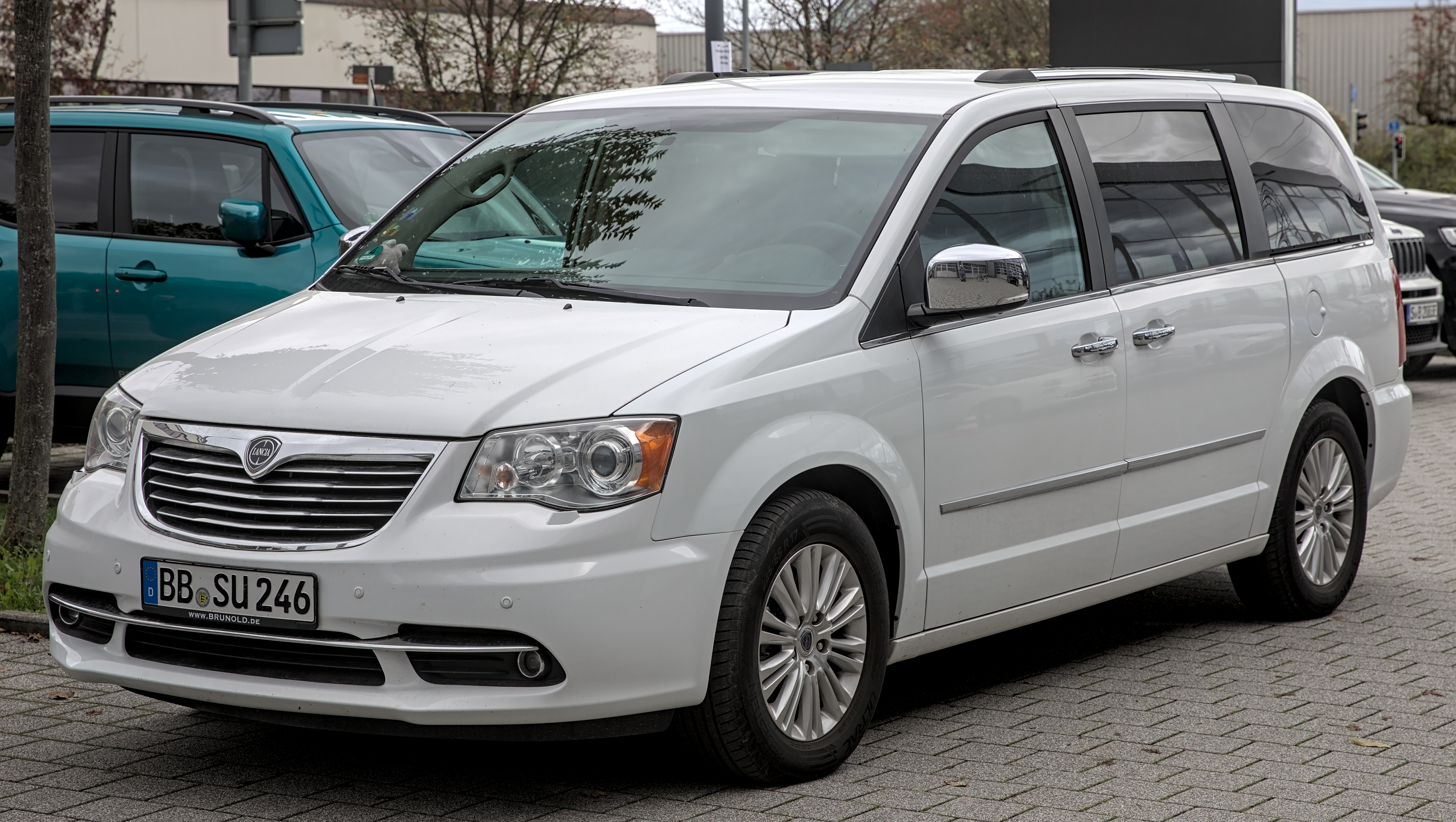
ランチア・ボイジャー（フロント）
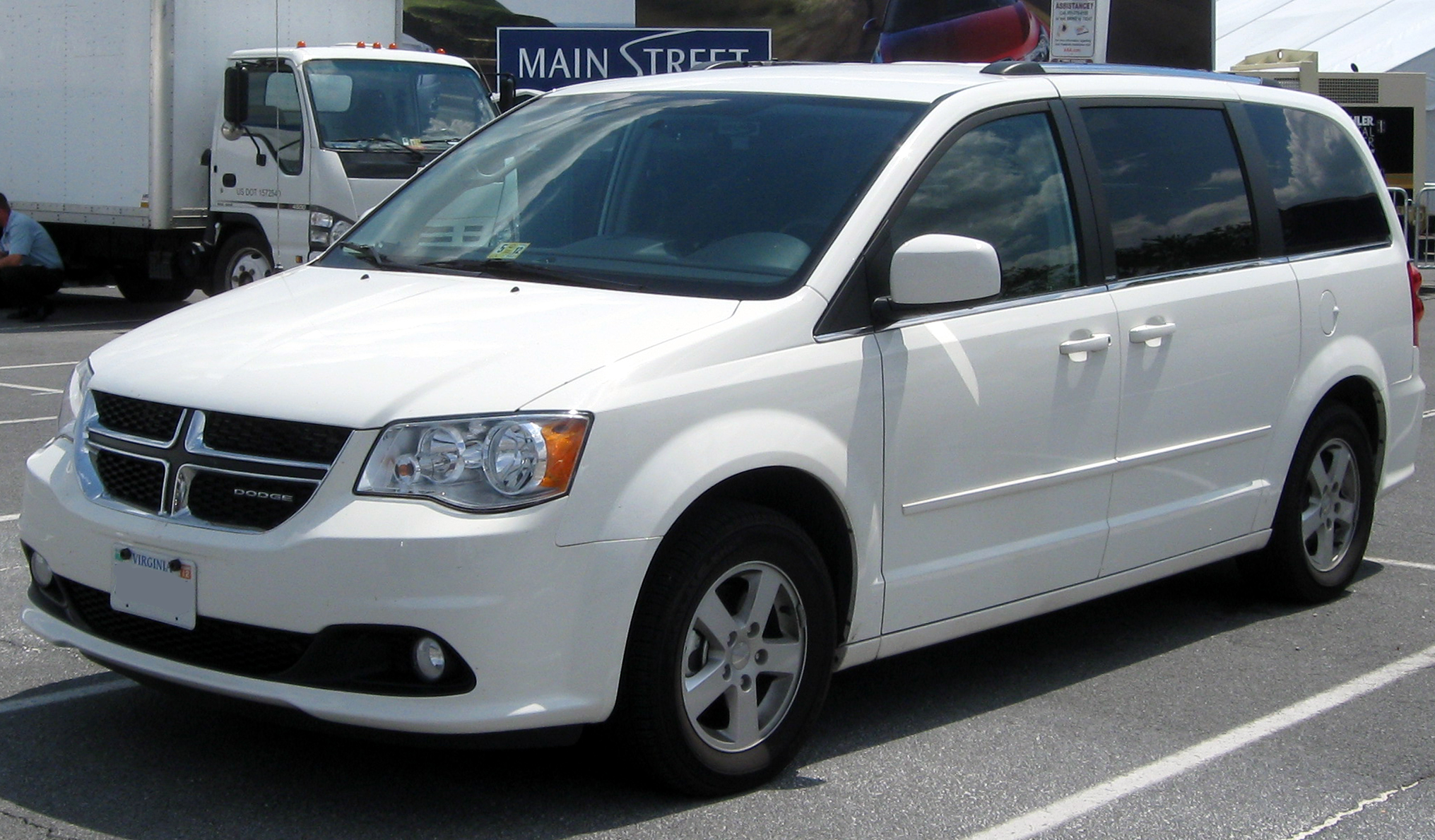
後期型
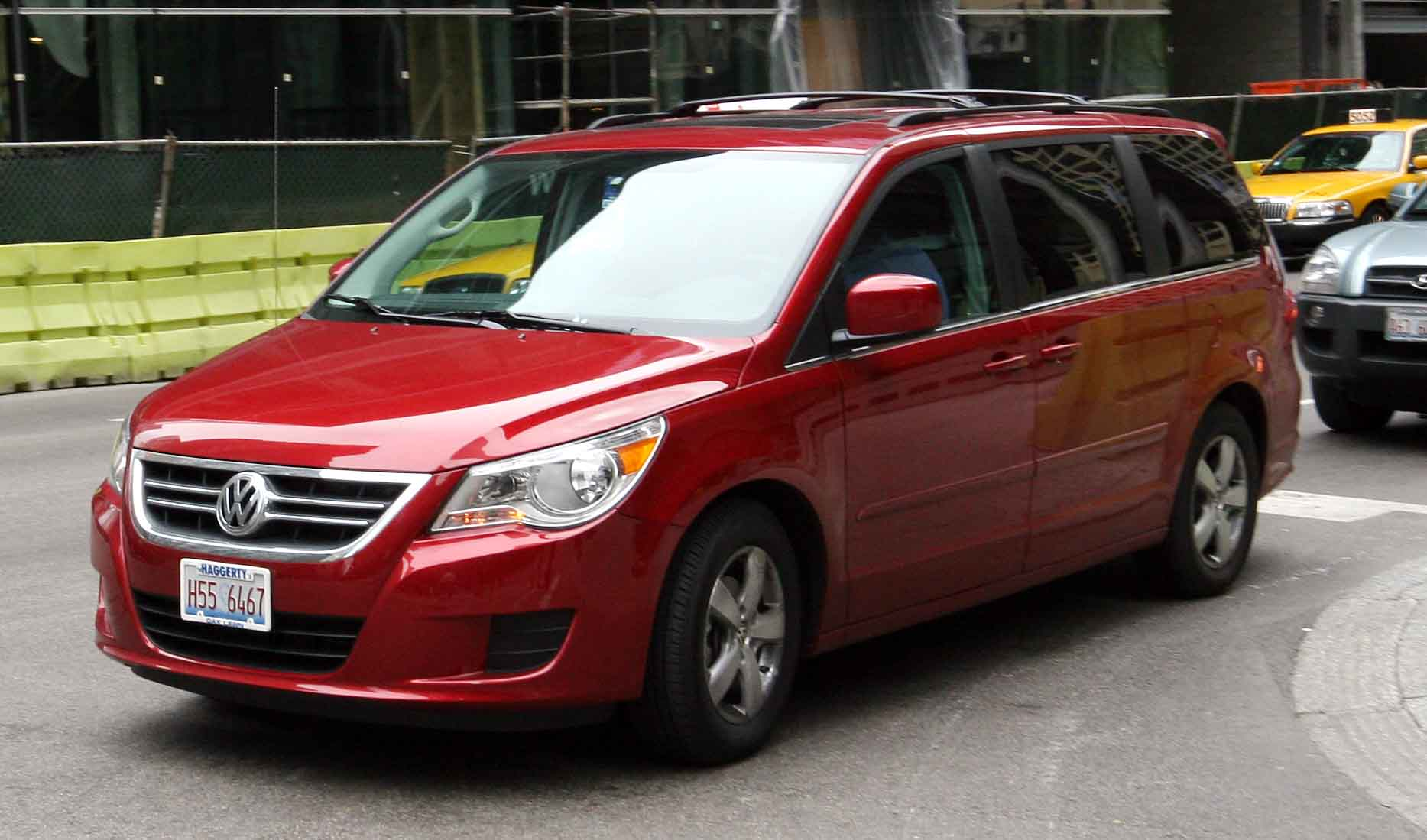
姉妹車であるフォルクスワーゲン・ルータン